# Karmesinastrild
Der Karmesinastrild (Pyrenestes sanguineus), auch Karmesinroter Purpurweber oder Liberia-Purpurweber genannt, ist eine Art aus der Familie der Prachtfinken. Es werden keine Unterarten unterschieden. Er wird in Europa gelegentlich als Ziervogel gehalten.

## Beschreibung
Karmesinastrilde erreichen eine Körperlänge von 14 Zentimetern und gehören damit zu den größten Arten innerhalb der Prachtfinken. Das Männchen hat ein karmesinrotes Gefieder. Das Weibchen dagegen weist weniger Rot auf und das Gefieder hat auch nicht den Glanz wie beim Männchen. An der Brust zeigt es mehr braun, die Füße sind hell hornfarben während sie beim Männchen schwarzbraun sind. Jungvögel haben ein bräunliches Federkleid und auffällig gelbe Papillen in den Winkeln des Schnabels.
Der Kontaktkruf der Karmesinastrilde ist weich, leise und klingt wie tssset. Der Gesang dagegen besteht aus einer quietschenden, sechssilbigen Phase. Zum Balzrepertoire gehört eine Halmbalz und eine Flugbalz. Die Ernährung besteht überwiegend aus Grassamen. Sie nehmen daneben auch Reis auf.
Das Nest wird im dichten Gebüsch errichtet. Es befindet sich meist in einer Astgabel, im Herz einer Schraubenpalme oder im dichten Gewirr von Schlingpflanzen. Die Form des Nestes ist rundlich. Nester sind bis zu 30 Zentimeter groß und haben einen seitlichen Eingang. Das Gelege besteht meist aus drei bis 4 Eiern. Sie werden von den Elternvögel 16 Tage lang bebrütet. Die Nestlingszeit beträgt ungewöhnlich lange 24 Tage. Sie werden weitere zwei Wochen von den Elternvögeln betreut.
Das Verbreitungsgebiet des Karmesinastrilds ist Westafrika. Er kommt dort in den Sümpfen, Schilfständen, Lagunen und Reisfeldern vor. Gelegentlich ist er mit dem Rotbrust-Samenknacker vergesellschaftet.

## Haltung
Karmesinastrilde zählen wegen ihres spektakulär roten Gefieders zu den farbenprächtigsten Prachtfinkenarten. Ihre Haltung ist jedoch äußerst anspruchsvoll. Es sind außerordentlich scheue und stressempflindliche Vögel. Für ihr Wohlbefinden müssen sie in einer dicht strukturierten Voliere gehalten werden. Vertikale Strukturen beispielsweise aus Bambus-, Schilf- oder Papyrushalmen, an denen diese Vögel klettern, hilft den übermäßigen Krallenwuchs einzudämmen. Vögel mit zu langen Krallen verfangen sich häufig am Gitter oder im dichten Gezweig.

## Belege

### Einzelbelege
1. ↑  Nicolai et al., S. 103.

### Weblink
- Pyrenestes sanguineus in der Roten Liste gefährdeter Arten der IUCN 2013.2. Eingestellt von: BirdLife International, 2012. Abgerufen am 24. November 2013.